# East L.A. Civic Center (Metro de Los Ángeles)
East L.A. Civic Center es una estación en la línea E del Metro de Los Ángeles y es administrada por la Autoridad de Transporte Metropolitano del Condado de Los Ángeles. La estación se encuentra localizada en East Los Angeles, California entre la Tercera Calle y la Avenida Mednik. La estación East L.A. Civic Center fue inaugurada en 2009 como parte de la extensión a Eastside de la línea Oro.

## Conexiones de autobuses
- Metro Local: 256
- Montebello Bus Lines: 40
- El Sol: City Terrace/ELAC, Union Pacific/Salazar Park, Whittier Blvd./Saybrook Park

## Puntos De Interés
- Iglesia La Luz Del Mundo
- Belvedere Park Lake